# Partido Sonorense
El Partido Sonorense es un partido político local del estado de Sonora, México. Ideológicamente el partido se identifica como de centro.

## Historia
En junio de 2023 el Partido Sonorense obtuvo su registro como partido político ante el Instituto Estatal Electoral y de Participación Ciudadana de Sonora. En las elecciones estatales de 2024 el partido se presentó en solitario. En los comicios obtuvo la presidencia municipal de siete ayuntamientos del estado, y un diputado de representación proporcional en el Congreso del Estado de Sonora.

## Resultados electorales

### Congreso del estado
| Elección | Legislatura | Votos  | Porcentaje      | Diputaciones |
| -------- | ----------- | ------ | --------------- | ------------ |
| 2024     | LXIV        | 44 214 | \| \| 9.79 % \| | 1/33         |
|          | 9.79 %      |        |                 |              |

### Ayuntamientos
| Elección | Votos  | Porcentaje      | Ayuntamientos |
| -------- | ------ | --------------- | ------------- |
| 2024     | 33 268 | \| \| 6.05 % \| | 7/72          |
|          | 6.05 % |                 |               |